# Retrato da Princesa de Broglie
O Retrato da Princesa de Broglie é uma pintura do artista neoclássico Jean-Auguste-Dominique Ingres, representando Joséphine-Éléonore-Marie-Pauline de Galard de Brassac de Béarn (1825–1860), princesa de Broglie pelo seu casamento com Jacques-Victor-Albert de Broglie (1821-1901).
Foi realizada por encomenda do então príncipe Albert de Broglie após ele conhecer o retrato que o artista havia pintado de sua irmã, Louise-Albertine, que foi muito apreciado. Ingres já mantinha um relacionamento com a família de Broglie, através de Victor, pai de Albert, quando este participara das atividades da Academia Francesa. A modelo está de pé, trajada com um rico vestido de cetim azul que lhe deixa o colo e os braços desnudos, e ornada de joias. Apoia-se, com os braços cruzados, sobre o encosto de uma poltrona de damasco amarelo. O fundo mostra parte do aposento do palácio da família onde a pintura foi completada. No canto superior direito percebe-se um brasão que combina as armas de Broglie e de Béarn.
A obra foi pintada entre 1851 e 1853 na técnica do óleo sobre tela, e mede 121,3 x 90,8 centímetros. Está assinada e datada: J. INGRES. pit 1853. Ingres conheceu Pauline em 1849 em um almoço organizado na casa da cunhada, a fim de ter uma primeira impressão do seu futuro modelo, pretendendo iniciar a obra na primavera do ano seguinte, quando a luz do dia seria mais clara e propícia. O primeiro esboço documentado data de 1850, e outros posteriores mostram que o autor mudou de ideia várias vezes até decidir-se pela composição final. O progresso do trabalho foi narrado em várias cartas endereçadas ao seu amigo Charles Marcotte, mas o artista queixava-se de que sofria com a luz do sol sempre batendo em seus olhos, a ponto de ele jurar jamais fazer outro retrato salvo o de sua própria esposa. Após terminá-lo, levou-o para seu estúdio, onde ocorreu a apresentação pública em 1854. Mostrado na Exposição Universal de 1855, colheu apreciações calorosas da maioria da crítica.
A modelo veio a falecer de tuberculose poucos anos depois da obra ser finalizada, deixando cinco filhos. O quadro foi então coberto com uma cortina em sinal de luto, e assim permaneceu até a morte de Albert, que jamais casou novamente. Contudo, foi emprestado para exposições públicas em 1867, 1885, e 1900. Continuou em posse da família até ser adquirido em 1958 por Robert Lehman, que o doou em 1975 ao Museu Metropolitano de Arte de Nova Iorque, onde hoje se encontra.
O retrato é uma das principais obras de Ingres neste gênero, um grande representante da estética neoclássica idealista e um documento magistral do modo de vida da aristocracia francesa da época. Continua estimado pelas mesmas qualidades que já haviam sido apontadas no século XIX: a artesania impecável, a elegância e suntuosidade da composição, a beleza etérea, sublimada e quase abstrata da modelo, e a recriação luminosa e minuciosa, quase fotográfica, da pele, dos tecidos e texturas, das joias e outros detalhes. Nas palavras da crítica Beth Harris, "parece quase impossível crer que tenha sido criado com as mãos, numa era de Photoshop. Não é possível distinguir nenhuma pincelada, a superfície é de uma perfeição total. [...] Transmite uma impressionante sensação de que a modelo está viva". A obra foi exposta em numerosas mostras temáticas e retrospectivas e já foi objeto de extensa bibliografia crítica.